# Нейштадт, Анатолий Исерович
Анатолий Исерович Нейштадт (англ. Anatoly Neishtadt; род. 27 июля 1950 года) — российский и британский математик, лауреат премии имени А. М. Ляпунова.

## Биография
Родился 27 июля 1950 года. В 1990 защитил докторскую диссертацию, а в 1992 году присвоено учёное звание профессора.
Заведующий лабораторией нелинейной и хаотической динамики Института космических исследований РАН, профессор кафедры дифференциальных уравнений механико-математического факультета МГУ. С 2007 года — профессор Университета Лафборо.
Работы в области теории возмущений динамических систем, теории нелинейных колебаний, небесной механики, гидродинамики.
Главный редактор журнала «Nonlinearity».

В различные годы выступал как секционный лектор на Международном конгрессе математиков, Международном конгрессе по математической физике, Международном конгрессе по теоретической и прикладной механике.

Индекс Хирша (2023) — 39.

## Награды
Премия имени А. М. Ляпунова (2001) — за цикл работ по осреднению в системах обыкновенных дифференциальных уравнений с быстроколеблющимися решениями.